# 燒尻島
44°26′00″N 141°25′26″E / 44.43333°N 141.42389°E

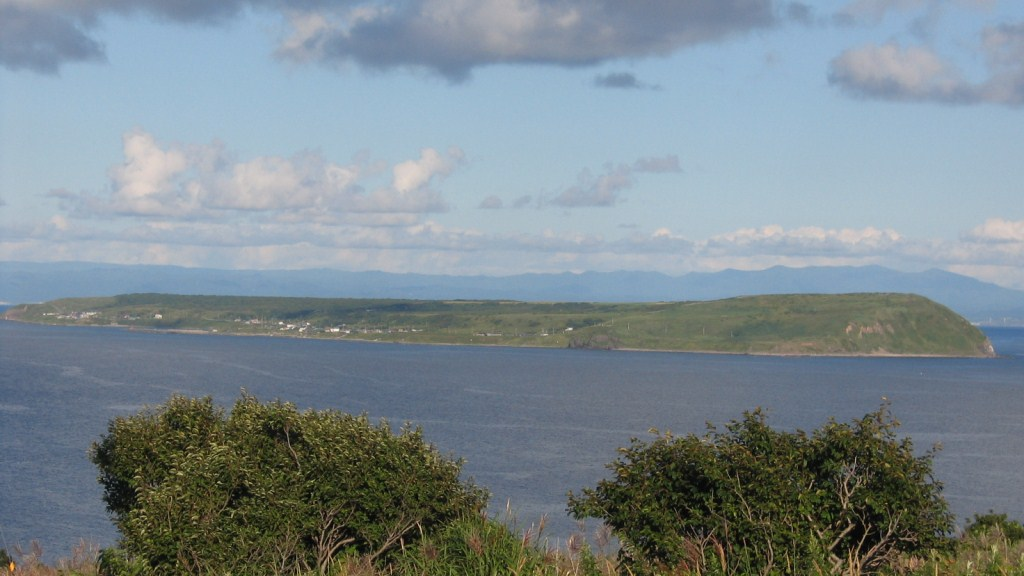
燒尻島

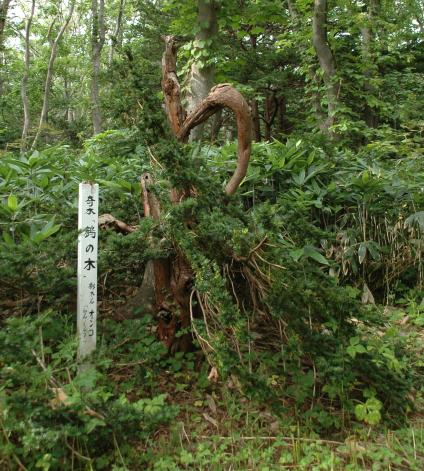
燒尻島上的奇木-鶴之木

燒尻島（日语：／ Yagishiritō */?）是日本北海道留萌支廳苫前郡羽幌町以西25千米的島嶼，位於日本海之上。西北方以武藏水道與天賣島相望。面積5.21平方千米、周長12千米、人口327人（2007年5月31日數據）。
名稱源自阿伊努語「e-hanke-sir」，意思是近處的島嶼。
已被定為暑寒別天賣燒尻國定公園，島上有大量原生林。

## 外部連結
- （日語）北海道燒尻島官方網頁